# Эджуотер-Парк

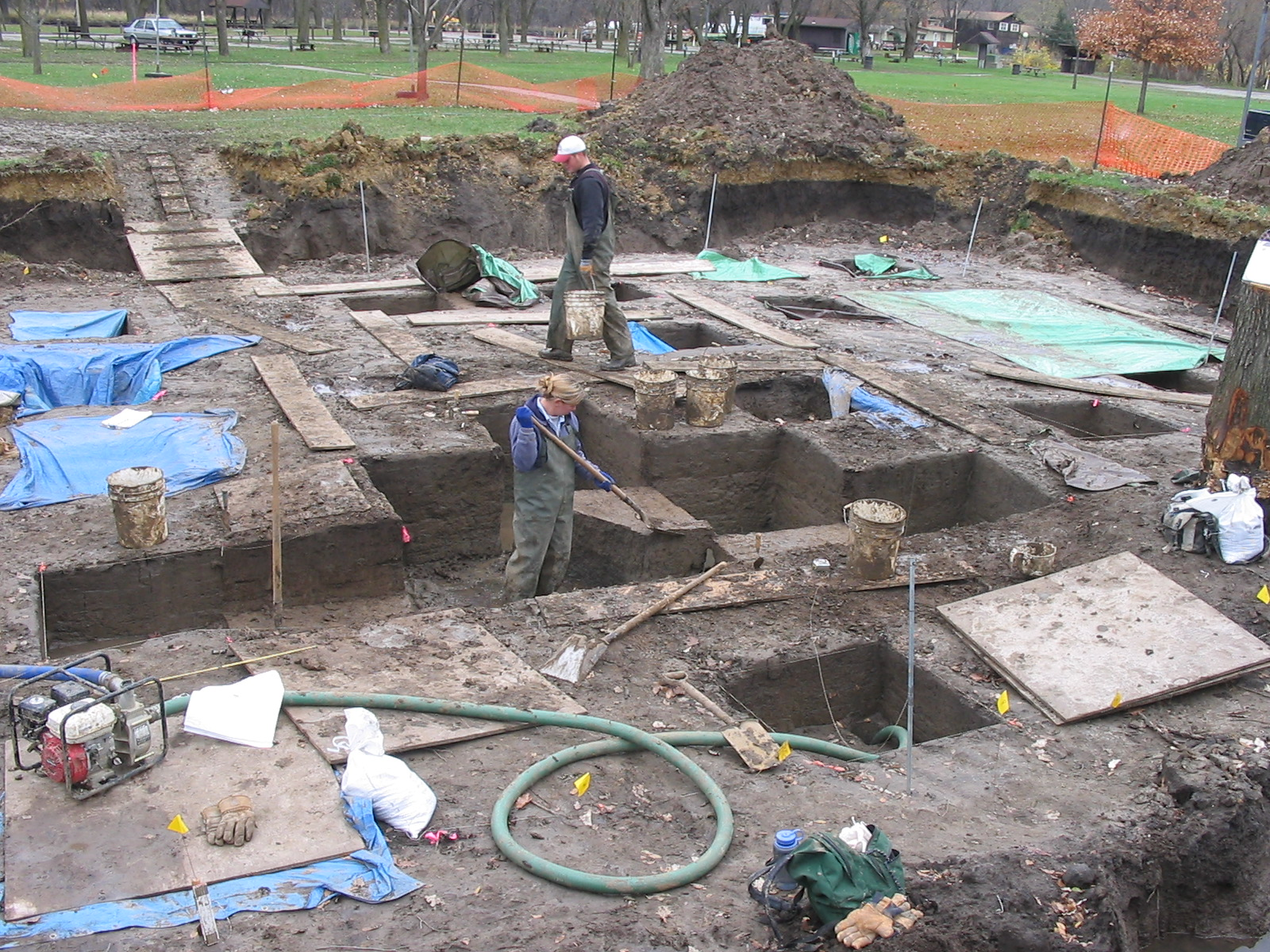
Раскопки Эджуотер-Парка

Эджуотер-Парк, англ. Edgewater Park — археологический памятник позднего Архаического периода североамериканской истории возрастом около 3800 лет. Находится на реке Айова в городе Коралвилл, штат Айова. Судя по обнаруженным здесь останкам растений, обитатели Эджуотера находились на ранней стадии окультуривания растений, что по аналогии с культурами доисторической Европы примерно соответствует началу мезолита.
В ходе раскопок было обнаружено небольшое поселение, где имелись два очага, зоны заготовки пищи и производства каменных орудий, место для мусора и углубление непонятного назначения. Анализ каменных предметов показал, что обитатели поселения, вероятно, мигрировали туда из северно-центральной части штата Айова вдоль реки Айова и занимались производством орудий. Анализ флоры показал, что посёлок был сезонным и существовал в тёплое время года, и что его обитатели использовали такие растения, как ячмень (неместного происхождения) и ежовник (местный), культивация которых началась уже позднее. Позднее обитатели поселения, по-видимому, мигрировали к месту зимней стоянки, предположительно на юго-восток Айовы.